# Macadam Tap
Macadam Tap est un quatuor de claquettistes parisiennes.
Sylvie Fournier, Isabelle Dauzet, Florence Mathoux et Lucie Rouits créent des spectacles de claquettes "fantaisistes". 
Ce quatuor au féminin a élargi son univers pour proposer un nouveau spectacle tout public : « Macadam Tap au pied levé ! »
La base : les claquettes avec tout ce qui leur tombe sous les mains et les pieds (un violon, des cachous, des tennis, des couvercles de poubelles...).
Les thèmes : clins d'œil aux comédies musicales, revues de cabaret, voyage en Irlande, marionnettes... avec pour point commun, l'humour et la frénésie.
À la fois poétiques et humoristiques, leurs numéros ont su attirer l'attention de Virginie Lemoine avec qui elles ont collaboré, et d'Édouard Baer qui les a plusieurs fois conviées à participer à son spectacle Le Grand Mezze au théâtre du Rond-Point à Paris. 
Elles ont également été invitées par Le Quatuor lors de leur carte blanche au Trianon (Paris) pour leur Nuit des Musiciens. 
Elles ont aussi partagé la scène avec Georges Moustaki, le groupe Chanson Plus Bifluorée, Anne Roumanoff, Éric Toulis...
Après avoir fait plus de 120 représentations au Sudden Théâtre en 2006, elles ont participé au Festival Off d'Avignon 2007 à La Luna Théâtre.
« Un spectacle mouvementé et humoristique signé par un quatuor génialement déjanté. » 
Figaro Magazine
« Quatre drôles de dames qui frappent des pieds et des mains... Un show tout public d'une variété surprenante, qui donne la pêche ! » 
Pariscope
« Artistes inimitables, virtuoses doublées de clowns, elles font claquettes de tout bois et enchantent le tap qu'elles hissent jusqu'au gag. » 
Le Parisien

## Spectacles
- Macadam Tap cherche Robert
- Macadam Tap au pied levé !